# Pectinoctenus pectiniceps
Pectinoctenus pectiniceps är en loppart som först beskrevs av Wagner 1893.  Pectinoctenus pectiniceps ingår i släktet Pectinoctenus och familjen smågnagarloppor.

## Underarter
Arten delas in i följande underarter:
- P. p. pectiniceps
- P. p. ventrisinulata